# ГЕС Lóngtóushí
ГЕС Lóngtóushí (龙头石水电站) — гідроелектростанція у центральній частині Китаю в провінції Сичуань. Знаходячись між ГЕС Dàgǎngshān (вище по течії) та ГЕС Пубугоу, входить до складу каскаду на річці Дадухе, правій притоці Міньцзян (великий лівий доплив Янцзи).
У межах проєкту річку перекрили кам'яно-накидною греблею з асфальтобетонним ущільненням висотою 59 метрів, довжиною 374 метри та шириною по гребеню 10 метрів. Вона утримує водосховище з об'ємом 119,9 млн м3 (під час повені до 139 млн м3) та нормальним рівнем поверхні на позначці 955 метрів НРМ.
Пригреблевий машинний зал обладнали чотирма турбінами типу Френсіс потужністю по 175 МВт, які використовують напір від 42 до 53 метрів (номінальний напір 45 метрів) та забезпечують виробництво 3118 млн кВт·год електроенергії на рік (після завершення розташованих вище станцій каскаду 3273 млн кВт·год).
Видача продукції відбувається по ЛЕП, розрахованій на роботу під напругою 500 кВ.